# Beam Me Up Scotty
Beam Me Up Scotty é o terceiro mixtape da artista americana Nicki Minaj. Foi lançado em 18 de abril de 2009 pela Young Money Entertainment e Dirty Money Entertainment. O disco inclui participações especiais de Lil Wayne, Gucci Mane, Busta Rhymes, Bobby Valentino,  outros artistas da Young Money como Drake e Jae Millz. Pouco depois de seu lançamento, Minaj — juntamente com outros artistas da Cash Money/Young Money — estiveram na MTV.com e Mixtape Daily para discutir o registro.
A mixtape foi relançada em 14 de maio de 2021 pela Republic Records . Após o lançamento, a reedição estreou no número dois na Billboard 200, tornando-se a mixtape reeditada com maior sucesso e a mixtape de rap feminino com maior estréia na história

## Antecedentes e promoção
Beam Me Up Scotty foi gravado depois de Lil Wayne notar o surgimento de Minaj na gravadora underground do Queens Dirty Money Records com a série de DVD's "The Come Up". Wayne foi creditado como orientador enquanto ela gravava o disco, dois anos depois dela ter feito uma aparição na faixa "Don't Stop, Won't Stop" do seu aclamado mixtape Da Drought 3. Foi creditada na faixa para ajudar na criação de uma base de fã para ela. Minaj disse sobre sua temporada em turnê com Lil' Wayne: "Isso me deixou com vontade. Isso foi o que me inspirou nas músicas para o disco Beam Me Up Scotty — a I Am Music Tour. A rapper creditou este mixtape como uma concentração em sua música, em uma época que grande parte dos esforços de sua carreira foram associados com a sua imagem:
Eu estava bem, mas eu não estava me concentrando na música. Eu estava fazendo fotos e coisas assim, então as pessoas me conheciam mais pela imagem do que pela minha música. Mas com o mixtape Beam Me Up Scotty, eles têm que me levar a sério como artista. Então, eu diria que talvez há um ano comecei a afiar minhas habilidades. Recentemente, eu venho cantando mais. Agora é oficial — ele será lançado pela 'Town Julie Brown.
"I Get Crazy" com Lil Wayne, entrou nas paradas americanas de R&B devido um airplay forte. Um videoclipe para a canção "Itty Bitty Piggy" foi lançado devido à demanda popular. O vídeo foi gravado com Minaj executando a canções em clubes e nos bastidores das sessão de fotos para o Beam Me Up Scotty. O vídeo estreou no Hoodaffairs on Demand, que também tiveram um papel importante na filmagem do clipe. "Go Hard", com Lil Wayne, foi promovido com um vídeo musical filmado pelo diretor Koach K. Rich.

## Recepção da crítica
| Críticas profissionais | Críticas profissionais |
| Avaliações da crítica  | Avaliações da crítica  |
| Fonte                  | Avaliação              |
| ---------------------- | ---------------------- |
| Robert Christgau       | (A-)                   |

Beam Me Up Scotty foi recebido positivamente pelos fãs e críticos. Mixtape Daily da MTV optou o mixtape como a sua escolha semanal em 4 de maio de 2009, dando críticas positivas: "Sim, você vai ouvir mais do que apenas mensagens de contra ataque a outras pessoas — Nicki diz que ama as meninas e não tem nenhum problema de se envolver com "vadias más". Mixtape Daily escolheu as suas faixas favoritas, como "I Get Crazy (com Lil Wayne)", "Kill the DJ" e "Envy". Beam Me Up Scotty é creditado com uma ajuda para distinguir Nicki Minaj como uma excelente letrista em um gênero dominado por homens. SoundOff TV do site BET.com deu uma crítica positiva à seu mixtape ao comentar sobre as impressões de Minaj a si mesma: "Posso estar me precipitando, [mas] quando Nicki mandou a primeira rima meu "radar de nova rapper" imediatamente apitou e o trecho dado aos paralelos entre ela e Lil Kim eram extremamente semelhantes. Garota grossa de pele escura rimando sobre explícitas questões que nós só discutimos com as portas fechadas - sim, eu diria que ela era uma cópia descarada. Mas depois de retirar o adesivo teimoso da minha testa, me sentei e escutei o material baixinho e as semelhanças não existia como eu pensava." Em sua guia do consumidor para o MSN Music, o crítico Robert Christgau deu ao Beam Me Up Scotty uma classificação de A-, indicando que é "um tipo [de álbum] habitual, com bons resultados, o que é esperado pelo micromarketing musical e pelas superproduções. Qualquer pessoa disposta á sua estética poderá desfrutar de mais da metade de suas faixas". De acordo com Rob Molster do The Daily Cavalier, com Beam Me Up Scotty "[Minaj] ganhou uma reputação por oferecer letras ferozes com um novo estilo... [e] também revelou que Minaj tem um talento especial para invocar personalidades alternativas, adicionando outra camada a sua personalidade já complexa."

## Lista de faixas
| N.º | Título                                                 | Duração |  |
| 1.  | "Intro"                                                | 1:04    |  |
| 2.  | "I Get Crazy" (com Lil Wayne)                          | 3:41    |  |
| 3.  | "Itty Bitty Piggy"                                     | 4:07    |  |
| 4.  | "Slumber Party" (com Gucci Mane)                       | 3:01    |  |
| 5.  | "Kill da DJ"                                           | 4:31    |  |
| 6.  | "Mind on My Money" (com Rihanna, Brinx e Busta Rhymes) | 4:17    |  |
| 7.  | "Shopaholic"                                           | 3:30    |  |
| 8.  | "Still I Rise"                                         | 5:32    |  |
| 9.  | "Go Hard" (com Lil Wayne)                              | 5:56    |  |
| 10. | "Nicki Minaj Speaks"                                   | 1:10    |  |
| 11. | "Best I Ever Had" (com Drake (artista))                | 5:26    |  |
| 12. | "Handstand" (com Shanell)                              | 3:08    |  |
| 13. | "Keys Under Palm Trees"                                | 2:51    |  |
| 14. | "Get Silly"                                            | 1:30    |  |
| 15. | "Easy" (com Gucci Mane)                                | 4:05    |  |
| 16. | "Psycho" (com Jae Millz & Gudda Gudda)                 | 4:18    |  |
| 17. | "Nicki Minaj Speaks"                                   | 0:53    |  |
| 18. | "I Feel Free" (com Ron Browz, Red Café & Ricki Blaze)  | 3:43    |  |
| 19. | "Can Anybody Hear Me?"                                 | 3:26    |  |
| 20. | "Girls Kissing Girls" (com Gucci Mane)                 | 3:09    |  |
| 21. | "Envy"                                                 | 4:32    |  |
| 22. | "Outro"                                                | 1:39    |  |
| 23. | "Beam Me Up Scotty"                                    | 3:59    |  |
| 24. | "Seeing Green" (com Drake (artista) & Lil Wayne)       | 5:10    |  |
| 25. | "Fractions"                                            | 3:02    |  |
| 26. | "Crocodile Teeth Remix" (com skillibeng)               | 3:39    |  |